# Светлов, Михаил Аркадьевич
Михаи́л Арка́дьевич Светло́в (при рождении Мордухай (Мотл) Аронович Ше́йнкман; 4 (17) июня 1903, Екатеринослав — 28 сентября 1964, Москва) — русский советский поэт, драматург и журналист, военный корреспондент. Лауреат Ленинской премии (1967, посмертно).

## Биография
Родился 4 июня (по старому стилю) 1903 года в Екатеринославе (ныне Днепр) в семье черкасского мещанина, ремесленника Арона Боруховича Шейнкмана (1872 — до 1939) и Рохель (Рахили) Ильевны Шейнкман (урождённой Геронимус, 1873—1949), дочери могилёвского мещанина; родители заключили брак в Екатеринославе 28 марта 1897 года. У него была старшая сестра Елизавета (в замужестве Либерзон, 1898—1969). До 1922 года семья жила в доме Баранова на Гимнастической улице (дом № 7, после революции — улица Шмидта, дом № 23). Публиковаться начал в 1917 году в екатеринославской газете «Голос солдата». Псевдоним «Светлов» появился в 1919 году.
В 1919 году был назначен заведующим отделом печати Екатеринославского губкома комсомола. В 1920 году вступил добровольцем в Красную армию, принимал участие в Гражданской войне. Недолгое время жил в Харькове, откуда в 1922 году переехал в Москву. Первый сборник стихов «Рельсы» вышел в 1923 году в Харькове. В 1927—1928 годах учился в МГУ.
Согласно документам НКВД, поддерживал Левую оппозицию, вместе с поэтами Михаилом Голодным и Иосифом Уткиным издавал нелегальную оппозиционную газету «Коммунист», приуроченную к 7 ноября 1927 года. Нелегальная типография, печатавшая газету, располагалась в доме у Светлова. В 1927—1928 годах, по данным НКВД, Светлов вместе с Голодным устраивал в Харькове поэтические вечера, сбор с которых шёл на нужды оппозиционного нелегального Красного креста, и в дальнейшем оказывал материальную поддержку семьям арестованных оппозиционеров.
Знаменитое стихотворение Михаила Светлова «Гренада», написанное в 1926 году, положили на музыку около 20 композиторов разных стран. 31 декабря 1926 года Марина Цветаева писала Борису Пастернаку: «Передай Светлову (Молодая Гвардия), что его Гренада — мой любимый — чуть не сказала: мой лучший — стих за все эти годы. У Есенина ни одного такого не было. Этого, впрочем, не говори, — пусть Есенину мирно спится».
В 1934 году, когда создавался Союз писателей СССР, Светлов считал, что от этой организации «кроме пошлой официальщины, ждать нечего». По поводу Третьего Московского процесса Светлов высказался следующим образом: «Это не процесс, а организованные убийства, а чего, впрочем, можно от них ожидать? Коммунистической партии уже нет, она переродилась, ничего общего с пролетариатом она не имеет». Осведомитель НКВД зафиксировал и такое высказывание поэта:

Мне говорят прекрасные члены партии с 1919 года, что они не хотят быть в партии, что они тяготятся, что пребывание в партии превратилось в тягость, что там всё ложь, лицемерие и ненависть друг к другу, но уйти из партии нельзя. Тот, кто вернёт партбилет, лишает себя хлеба, свободы, всего.

В справке, составленной для Сталина ГУГБ НКВД СССР, помимо прочих «троцкистских» грехов поэта, указывался следующий: «В декабре 1936 г. Светлов распространил антисоветское четверостишье по поводу приезда в СССР писателя Лиона Фейхтвангера». Четверостишие это известно в различных версиях, совпадают в них только последние две строки:

Смотрите, как бы сей еврей

Не оказался Жидом.

Пьеса о колхозной жизни «Глубокая провинция» (1935) была раскритикована в «Правде» и снята со сцены. В годы Великой Отечественной войны с 1941 до 1945 год Светлов был корреспондентом газеты «Красная звезда» сначала на Ленинградском фронте, затем работал во фронтовой печати 1-й ударной армии Северо-Западного фронта (стихотворения «На разгром врага», «Героический штурм»), в газете 34-й армии Первого Белорусского фронта. Наиболее известное из военных стихотворений — «Итальянец» (1943). За боевую работу в годы Великой Отечественной войны Михаил Аркадьевич Светлов был награждён двумя орденами Красной Звезды, медалями.
В 1931—1962 годах Михаил Светлов жил в «Доме писательского кооператива» в проезде Художественного театра (ныне Камергерский переулок). На протяжении ряда лет преподавал в Литературном институте.
Из воспоминаний Варлама Шаламова:

Светлов встал, протягивая мне руку:
— Подождите. Я вам кое-что скажу. Я, может быть, плохой поэт, но я никогда ни на кого не донёс, ни на кого ничего не написал.
Я подумал, что для тех лет это немалая заслуга — потрудней, пожалуй, чем написать «Гренаду».

Могила Светлова на Новодевичьем кладбище Москвы.

Михаил Светлов умер от рака лёгкого 28 сентября 1964 года. Похоронен в Москве на Новодевичьем кладбище (участок № 6).
За книгу «Стихи последних лет» Светлову посмертно была присуждена Ленинская премия. «Лирика Светлова, — пишет В. Казак, — всегда многопланова; многое в ней остаётся недосказанным и даёт волю фантазии читателя. Его стихотворения преимущественно предметны; конкретные предметы служат обозначениями чувств и мыслей».
Творчество Светлова было тесно связано с боевой юностью поэта: он воспевал верность героя своей мечте, романтику революционного подвига, показывал будничный труд советских людей.

## Семья
- Первая жена (до 1936 года) — Елена Ивановна Отдельнова (1912 — 1988/89), работала у него машинисткой, позже окончила факультет права[27]. Впоследствии была женой кинорежиссёра Г. Н. Васильева и писателя Е. С. Рысса.
- Вторая жена (с 1938 года) — Родам Ираклиевна Амирэджиби (1918—1994), сестра грузинского писателя Чабуа Ираклиевича Амирэджиби[21] и впоследствии жена физика Бруно Максимовича Понтекорво.
  - Сын — Александр (Сандро) Михайлович Светлов (1939—2018), сценарист и режиссёр.

## Награды и премии
- Ленинская премия (1967 — посмертно) — за книгу «Стихи последних лет»
- премия Ленинского комсомола (1972 — посмертно)
- два ордена Красной Звезды (1.12.1942; 6.9.1944)
- орден и четыре медали

## Память

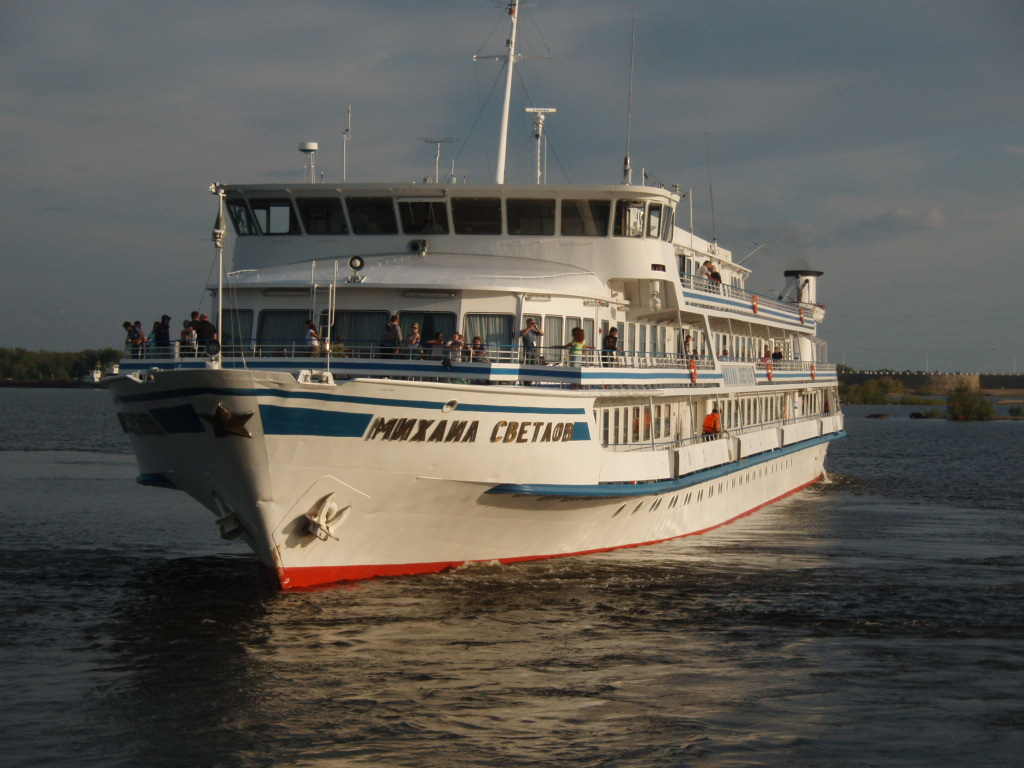
Теплоход «Михаил Светлов»

- 1964 — Участвовал в эпизоде поэтического вечера в Политехническом в художественном фильме «Застава Ильича» (реж. Марлен Хуциев, съёмки проходили в августе 1962)
- 5 октября 1965 — Постановлением Совета министров РСФСР Городской юношеской библиотеке № 3 города Москвы было присвоено имя поэта Михаила Аркадьевича Светлова. Сегодня это — Центральная городская юношеская библиотека им. М. А. Светлова, известная как «Светло́вка»
- 1968 — Назван кинематографический океанский круизный лайнер «Михаил Светлов» в художественном фильме «Бриллиантовая рука» (реж. Леонид Гайдай)
- 1973 — 29 января 1973 года Постановлением Совета Министров РСФСР Центральной районной библиотеке города Колпино было присвоено имя поэта Михаила Аркадьевича Светлова. Сегодня это — Центральная районная библиотека им. М. А. Светлова СПб ГБУ «ЦБС Колпинского района».
- 1985 — Назван речной теплоход «Михаил Светлов» (Россия)
- 1985 — Документальный фильм «Встречи с Михаилом Светловым» (реж. Александр Михайловский)
- 1988 — В честь М. А. Светлова назван астероид 3483 Svetlov, открытый в 1976 году советским астрономом Л. И. Черных
- 2003 — Документальный фильм «Красивое имя, высокая честь. Михаил Светлов» (телеканал «Культура», Россия, реж. Александр Шувиков)
- Именем Михаила Светлова названо несколько улиц в городах СССР, а также микрорайон Светлово в городе Каховка
- Именем Михаила Светлова назван также один из ресторанов корпуса «Дельта — Гамма» московского гостиничного комплекса «Измайлово»[28]
- В Усть-Илимске Иркутской области в честь поэмы «Гренада» назван клуб, а улица, проходящая вдоль клуба, носит имя М. Светлова[29]

### Основные книги

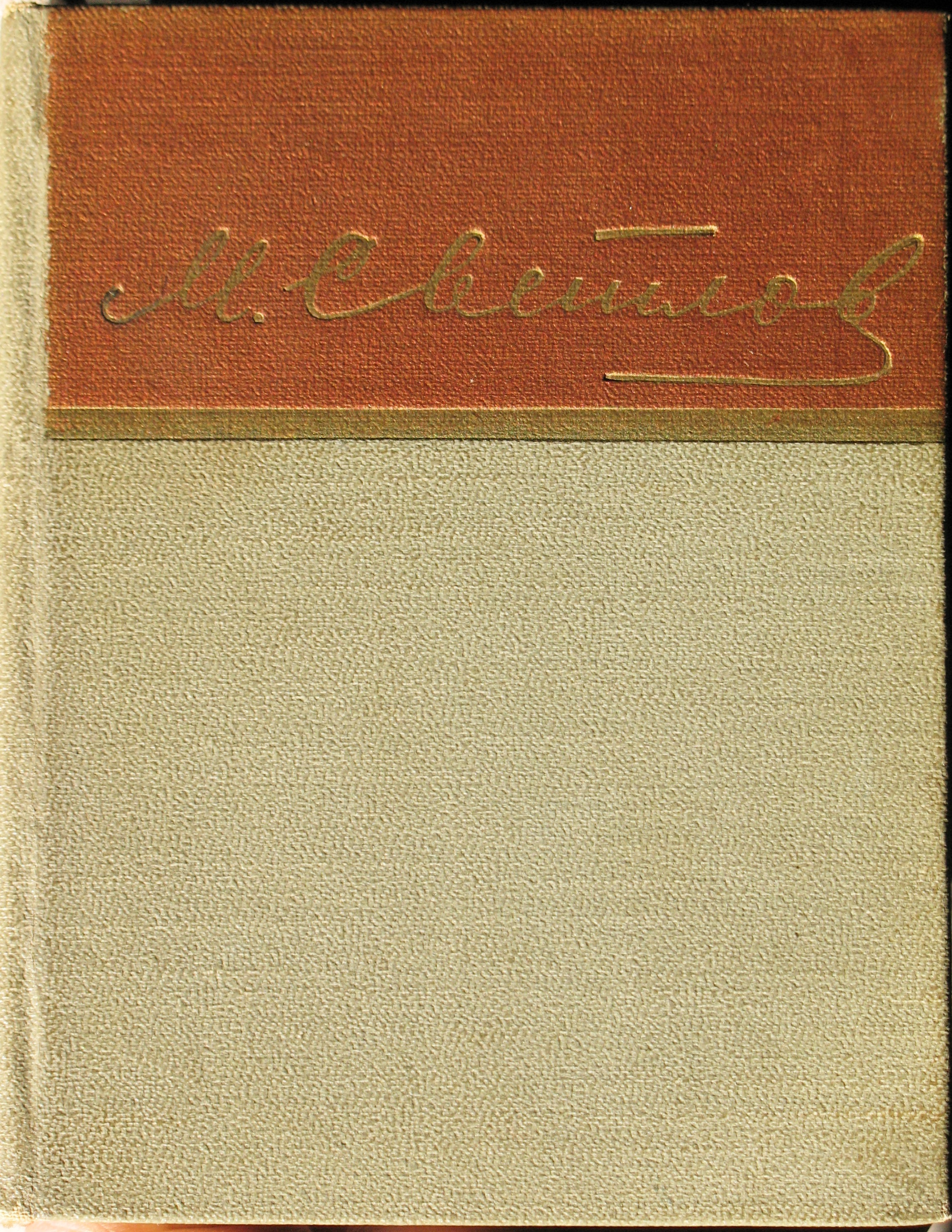
Стихотворения Светлова в «Библиотеке советской поэзии»

- Рельсы. — Х.: Изд-во Ц.К.К. С.М.У., 1923. — 31 с.
- Стихи о ребе. — Х.: Мол. рабочий, 1923. — 19 с.
- Стихи. — Л.: Мол. гвардия, 1924. — 23 с.
- Корни: Стихи. — М.: Моск. рабочий, 1925. — 79 с.
- Ночные встречи: Стихи. — М.: Мол. гвардия, 1927. — 63 с.
- Хлеб: Поэма. — М.—Л.: Моск. рабочий, 1928. — 32 с.
- Избранные стихи. — М.: Огонёк, 1929. — 40 с.
- Книга стихов. — М.—Л.: Гос. изд-во, 1929. — 184 с.
- Гренада. — М.—Л.: Гос. изд-во, 1930. — 16 с.
- Гренада. — М.: Молодая гвардия, 1930. — 32 с.
- Горнист. — М.: Мол. гвардия, 1931. — 32 с.
- Избранные стихи. — М.: Федерация, 1932. — 166 с.
- Глубокая провинция: Лирическая пьеса в 3 д. — М.: Цедрам, 1935. — 48 с.
  - То же. — М.: Гослитиздат, 1936. — 87 с.
  - То же. — М.: Цедрам, 1936. — 64 с.
- Избранные стихи. — М.: Гослитиздат, 1935. — 166 с.
- Избранные стихи. — М.: Мол. гвардия, 1936. — 70 с.
- Стихотворения. — М.: Гослитиздат, 1937. — 148 с.
- Сказка: Пьеса в 4 д. — М.: Мол. гвардия, 1939. — 120 с.
- Сказка: Пьеса в 4 д. — М.—Л.: Искусство, 1940. — 120 с.
- Двадцать лет спустя: Драм. поэма в 4 д. — М.: УОАП, 1940. — 124 с.
  - То же. — М.—Л.: Искусство, 1941. — 72 с.
  - То же. — М.—Л.: Искусство, 1947. — 88 с.
- Двадцать восемь: Стихи. — М.: Мол. гвардия, 1942. — 18 с.
- Отечество героев: Стихи. — М.: Сов. писатель, 1942. — 21 с.
- Стихи о Лизе Чайкиной. — М.: Мол. гвардия, 1942. — 40 с.
- Цирк. — М., 1946. — 12 с.
- Избранные стихи. — М.: Правда, 1948. — 40 с.
- Избранные стихи. — М.: Сов. писатель, 1948. — 172 с.
- Избранные стихи и пьесы. — М.: Гослитиздат, 1950. — 208 с.
- Избранное. — М.: Художественная литература, 1953. — 176 с.
- Стихи и пьесы. — М.: Гослитиздат, 1957. — 479 с.
- Горизонт: Новая книга. — М.: Советский писатель, 1959. — 200 с.
- Стихотворения. — М.: Гослитиздат, 1959. — 191 с.
- Я — за улыбку! — М.: Правда, 1962. — 64 с.
- Стихотворения. — М.: Гослитиздат, 1963. — 279 с.
- Любовь к трём апельсинам: Совр. фантазия в 3 д.: по мотивам Карло Гоцци. — М.: Искусство, 1964. — 63 с.
- Охотничий домик: Кн. новых стихов. — М.: Сов. писатель, 1964. — 104 с.
- Стихотворения. — Л.: Ленинградское отделение изд-ва «Советский писатель», 1968.
- Беседует поэт: Статьи. Воспоминания. Заметки. — М.: Советский писатель, 1968. — 232 с.
- Беседа. — М.: Молодая гвардия, 1969. — (Серия «Тебе в дорогу, романтик!») — 382 с.
- Собрание сочинений: В 3 т. — М.: Художественная литература, 1974.

### Серия «Великие поэты»
- Большая дорога: Стихотворения. — М.: Комсомольская правда: НексМедиа, 2013. — 238 с.: ил. (Великие поэты; 76)

## Фильмография

### Автор песен
- 1955 — «Упрямое тесто»
- 1956 — «Миллион в мешке»
- 1956 — «В яранге горит огонь»
- 1958 — «Сказ о Чапаеве»
- 1980 — «О бедном гусаре замолвите слово»
- 1998 — «Сочинение ко Дню Победы»